# 야나가와나베

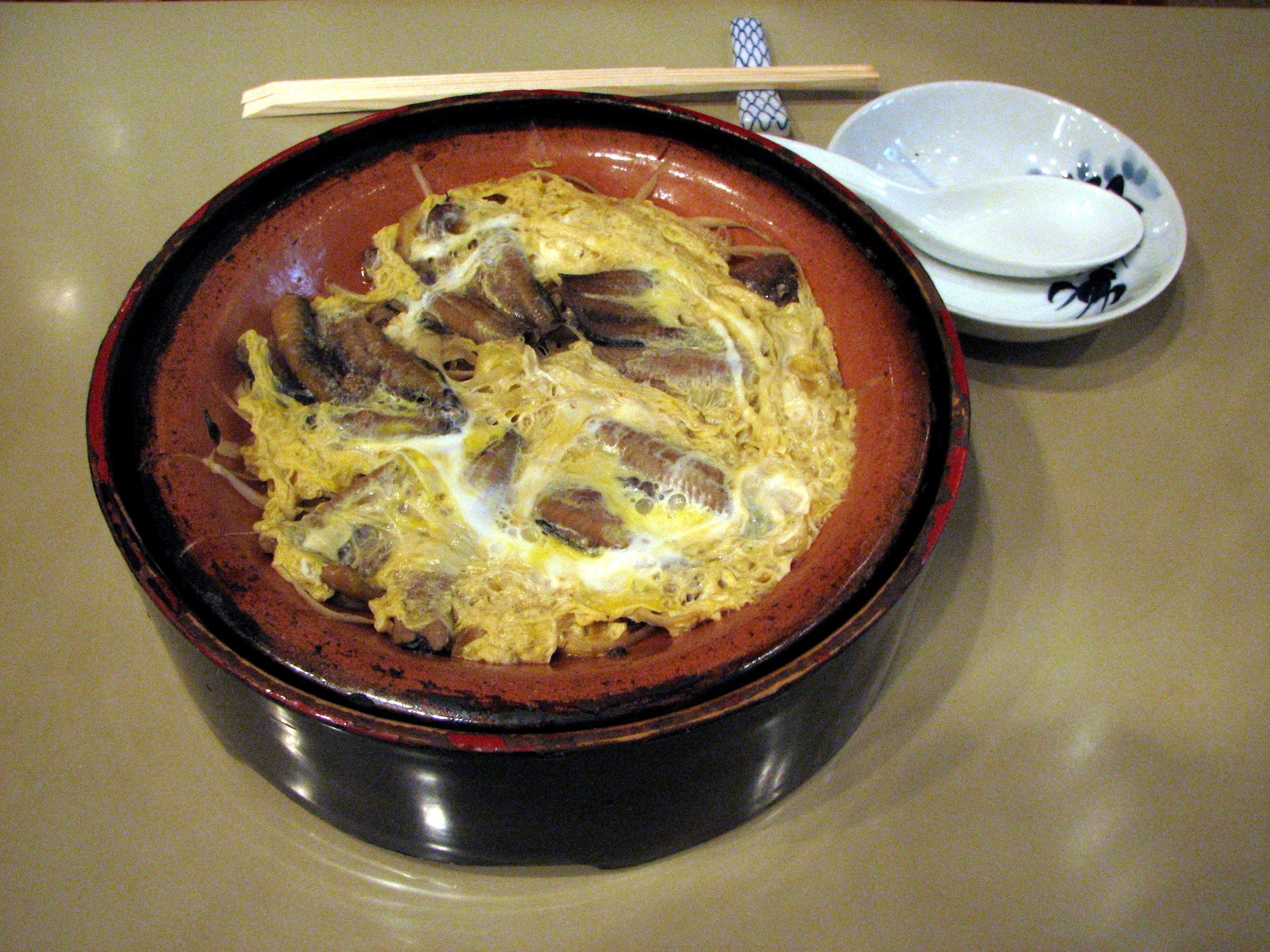
야나가와나베

야나가와나베(일본어: 柳川鍋, やながわなべ)은 일본 요리의 하나로, 미꾸리를 주재료로 삼은 나베 요리이다.
손질해둔 미꾸라지와 잘 깎은 우엉을 미림과 간장으로 양념한 국물에 넣고 달걀을 풀어 덮어 만든다. 대파나 고추를 이용한 야나가와나베도 있다. 꼭 미꾸라지가 아닌 고기류도 야나가와나베처럼 우엉과 함께 달짝지근하게 끓이고 달걀을 풀어 만든 요리도 '~~야나가와' (~の柳川)나 '야나가와풍' (柳川風)이라 일컫는다.
에도 시대에는 미꾸라지와 우엉 모두 먹으면 기운이 나는 식재료로 여겨졌기 때문에, 야나가와나베는 한여름에 먹는 제철 요리였다. 하이쿠에서는 '미꾸라지' (泥鰌)를 여름을 상징하는 계어 ('미꾸라지 캐다'는 겨울 계어)로 쓸 정도였다. 미꾸라지는 뱀장어 못지않게 영양이 풍부했고, 저렴한 가격이었기 때문에 예로부터 일본 서민들에게 사랑받았던 생선이다.
야나가와 나베를 밥 위에 올려 덮밥으로 만든 '야나가와 덮밥' (柳川丼)이란 요리도 있다.

## 역사
일본의 미꾸라지 나베요리는 1804년에 아사쿠사 고마가타에 있던 에치고야 (越後屋)라는 식당에서 미꾸라지를 손질하지 않고 그대로 나베로 조리한 것이 원조로 알려져 있다. 에도 시대에 출간된 《수정만고》(守貞謾稿)에서는 분세이 (1818~1830년) 초에도 에도 미나미텐와마치 3번가에 자리했던 '만야' (万屋)라는 곳에서 야나가와나베의 효시가 되었다고 밝혔지만 이 때 무렵의 나베 요리는 단순히 미꾸라지를 손질해서 우엉과 끓여낸 나베요리로, 야나가와나베와는 달랐다.
오늘날 찾아볼 수 있는 야나가와나베, 즉 깎은 우엉과 함께 끓인 뒤 달걀을 풀어 덮은 방식의 야나가와나베 역시 《수정만고》에 기록되어 있는데, 내용에 따르면 에도 요코야마초 신도의 야나가와 (柳川)라는 가게에서 고안해냈다고 한다. 이밖에도 문헌에 따라 야나가와나베를 누가 처음 만들었는지 이견이 존재하는데, 니혼바시 하쿠야마치의 야나가와야 (柳川屋)라는 가게에서 고안했다는 설, 아사쿠사 치즈카촌의 일품요릿집에서 만들었다는 설, 그리고 혼조의 뱀장어집에서 만들었다는 설 등이 대표적이다.
한편 '야나가와나베' (柳川鍋)라는 명칭에 대해서도 의견이 분분하다. 창시한 가게의 이름이 '야나가와' (柳川)였기 때문에 그대로 붙인 이름이라는 설, 나베를 끓일 때 쓴 토기가 후쿠오카의 지역특산품인 야나가와야키 (柳川焼)였기 때문이라는 설, 냄비에 미꾸라지를 늘어놓은 모습이 버드나무 (柳) 잎을 닮아서 붙여진 이름이라는 설, 그리고 야나가와에서 만들어진 요리이기 때문이라는 설 등이 있다.